# Сэкихотай
Сэкихотай (яп. 赤報隊, «отряд Сэкихо») — аббревиатура, использовавшаяся для обозначения группы японских политических экстремистов в период Бакумацу — японских гражданских войн 1850—1860 годов. Девизы, послужившие для названия, «Сэки Син» (Магокоро) и «Хо Коку» (Куни ни Мукуиру Кото) — сердечность и возмещение обязательств нации. Сэкихо-тай означает Отряд Сердечности и Возмещения. Члены Сэкихотай носили красные одежды, поэтому многие называли их Отряд Красных Одежд, или Красный Отряд, но это ошибочно. Сэкихотай включал в себя в основном фермеров, крестьян, торговцев и ронинов, а также некоторых бывших членов Синсэнгуми (они разделились после начала войны Босин).

## Списки капитанов
Главный патруль: Аянокодзи Тосидзанэ, Сигэнои Микихиса — оба прежние имперские должностные судейские лица.
- 1 Патруль: Сагара Содзо
- 2 Патруль: Судзуки Микисаборо — прежний член Синсэнгуми
- 3 Патруль: Юкава Рэнсабуро

## Начало и конец Сэкихотай

### Предыстория
Первый Сэкихотай образовали Сагара Содзо и Такамори Сайго из клана Сацума при поддержке последнего во время войны Босин. Содзо Сагара боролся против сёгуната Токугава, создавал беспорядки в Эдо, чтобы свергнуть правительство (бакуфу). Сагара имел связи с сацумскими лидерами в Эдо, и в 1867 году по их приказу организовал отряд под названием Сомотай (яп. 草莽隊), который занимался террористической деятельностью, устраивал поджоги и мародёрствовал. Делалось это для того, чтобы спровоцировать силы сёгуната на ответный удар, который дал бы возможность Сацуме и Тёсю развязать открытое противостояние с бакуфу.

### Начало войны Босин

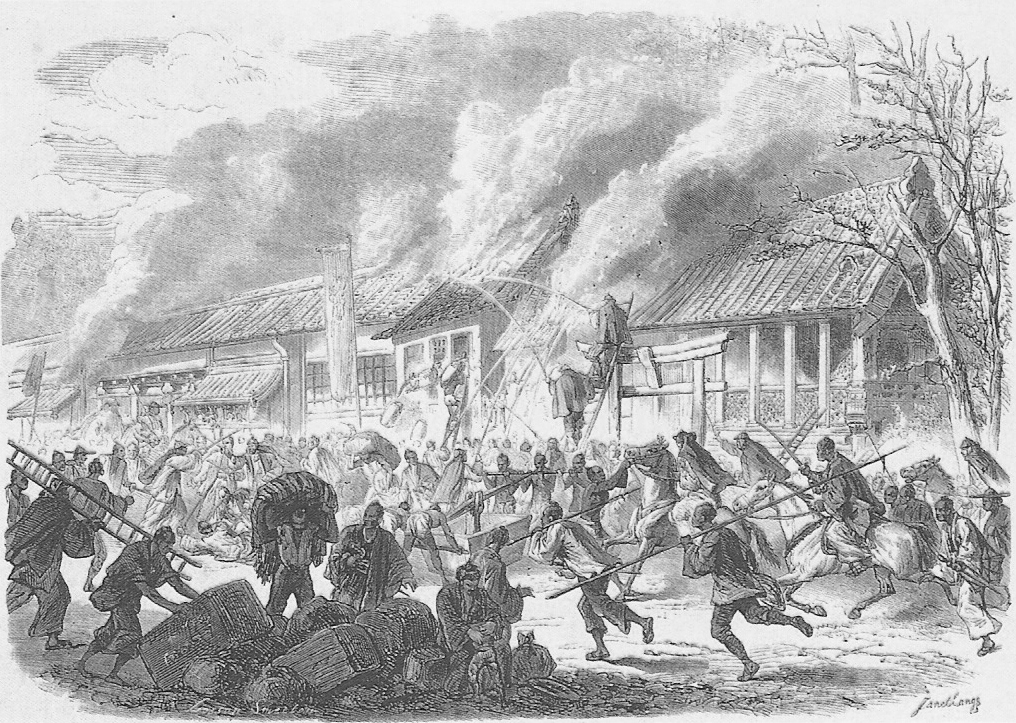
Пожар в Эдо

В конце 1867 года издан «Указ о реставрации Императорского правления», в котором провозглашалась ликвидация сёгуната, устранение рода Токугава от управления страной и создания нового правительства во главе с императором Мэйдзи. 3 января 1868 года войска княжеств Сацума, Тёсю и Тоса заняли Киото и получили контроль над императорским дворцом.
17 января 1868 года Ёсинобу заявил, что не признает этого указа и попросил Императора его отменить. 24 января сёгун стал готовиться к захвату Киото.
В январе 1868 года самураи княжества Сёнай, верного бакуфу, в ответ на беспорядки в городе, подожгли сацумскую резиденцию в Эдо, что послужило началом гражданской войны Босин. Многие сторонники Императора убиты или казнены.

### Создание Сэкихотай

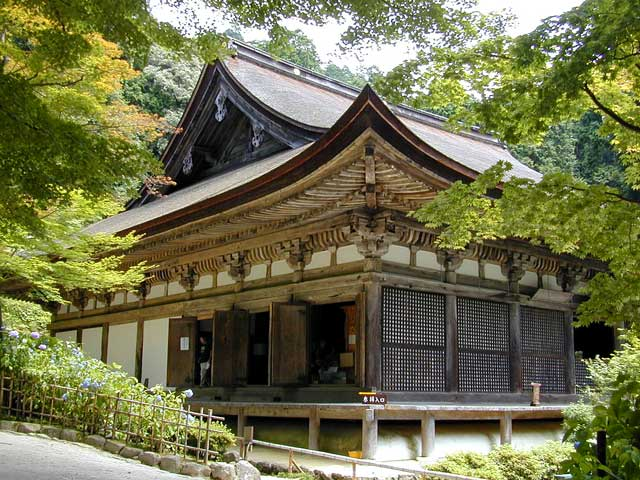
Храм Конгориндзи

Усилиями Томоми Ивакуры, Сайго Такамори и лидеров клана Сацума, отряд сформирован в храме Мацуёяма но Конгориндзи, провинция Оми, 8 января 1868 года. Согласно инструкциям Сайго, отряд Сэкихо шёл впереди армии Исин, чтобы узнать о реакциях в кланах на события и оценить сложившуюся там ситуацию. Сэкихотай должен был идти в авангарде армии, собирая под свои знамёна противников сёгуната. Также назначены капитаны отдельных отрядов.

### Поход на Эдо
Сразу после битвы при Тоба — Фусими Сагара прибыл в Киото, откуда войска Сацумы и Тёсю двинулись на Эдо. В 1868 году Содзо получил приказ правительства распространить весть о том, что ежегодный налог будет уменьшен до половины. Фактически это была политическая уловка, чтобы получить большую поддержку среди фермеров.

### Предательство
Однако уже через несколько недель правительству стало ясно, что столь радикальное снижение налога не может быть осуществлено. К тому же Сэкихотай усиливал анархические тенденции в регионе. Правительство приказало отряду свернуть деятельность.
На самом деле у правительства Исин не было столько денег, чтобы обеспечить страну. Поэтому, как только Секихотай выполнил свою задачу, их объявили лгунами и самозванцами, хотя до этого отряд Сэкихо расценивали как имперскую армию, и отдан приказ о его устранении.

### Трагедия Сэкихотай
В это время войска сёгуната подошли к Симосуве и столкнулись с первым подразделением Сэкихотая недалеко от Симосувы, у перевала Усуи (яп. 碓氷峠). 12 февраля 1868 года армия правительства напала на состоящий в основном из фермеров, крестьян и торговцев отряд. Силы сёгуната потерпели поражение, однако поскольку Сэкихотай формально не получал разрешения на боевые действия, Сагара арестован за неподчинение приказам. 25 марта (2 марта по лунному календарю) 1868 года Содзо Сагара арестован в Симосуве (в то время — одна из 69 станций на тракте Накасэндо, в настоящее время посёлок в префектуре Нагано) и на следующий день — 26 марта (третьего марта по лунному календарю) — отстранен от должности и казнён вместе с семью другими офицерами. Только спустя 60 лет, в 1928 году, правительство Японии принесло официальные извинения.
Сэкихотай лишён движущей силы и практически уничтожен. После этих событий 2-й отряд Сэкихотай влился в армию Императорских сторонников, продолжая служить Исин Сиси. Большинство же членов третьего отряда позднее казнены за разграбление мирного населения и мародёрство.

## Сэкихотай сегодня
В последнее время название Сэкихотай применяют к правоэкстремистской террористической группе в Японии, начавшей свою деятельность в 1980-х годах. Развёрнутое наименование — Отряд кровной мести Партизанского добровольческого корпуса за независимость японского народа (Ниппон Миндзоку Докурицу Гиюгун Бэцудо Сэкихотай). Генезис неясен. Заявленные программные цели включают возврат к японскому традиционализму. Состав руководства и численность неизвестны. Оперативные параметры — теракты с применением огнестрельного оружия и СВУ. В мае 1990 года произведен взрыв в общежитии корейских рабочих в г. Нагоя (в качестве протеста против визита президента Южной Кореи). В результате нападения на редакцию леволиберальной газеты «Асахи симбун» в предместье г. Кобе 1 человек убит, 1 ранен.
Группа ответственна за смерть репортера, а также за несколько угроз жизни бывшему премьер-министру Ясухиро Накасонэ и премьер-министру Нобору Такэсита. Действия Сэкихотай перечислены в качестве доказательств того, что японские политические правые экстремисты становятся всё более жестокими.
Случай, связанный с нападением на редакцию «Асахи симбун», назван Metropolitan Designated Case 116. Срок исковой давности по преступлениям истёк в марте 2003 года, но расследование продолжается до сих пор.
Террорист из «Сэкихотай» 24 января 1987 года открыл стрельбу из дробовика в бюро Асахи симбун в городе Нисиномия, префектура Хёго. В результате нападения один репортер — Томохиро Кодзири — убит, другой ранен.
В феврале 2009 года боевики группы направили послания с угрозами в адрес новостного агентства NHK.